# Apatania intermedia
Apatania intermedia là một loài Trichoptera trong họ Apataniidae. Chúng phân bố ở miền Cổ bắc.